# Alexander Michels
Alexander Michels (* 17. März 1891 in Köln; † 26. Juni 1968 in Bad Hönningen) war ein deutscher Marineoffizier, zuletzt Vizeadmiral im Zweiten Weltkrieg.

## Leben
Michels trat am 1. April 1911 als Seekadett in die Kaiserliche Marine ein, absolvierte seine Grundausbildung auf dem Großen Kreuzer Hertha und kam dann an die Marineschule Mürwik. Hier erfolgte am 15. April 1912 seine Ernennung zum Fähnrich zur See. Nach Abschluss der Ausbildung diente er vom 1. Oktober 1913 bis zum 12. Januar 1915 auf dem Linienschiff König Albert und wurde dort kurz nach Ausbruch des Ersten Weltkriegs am 3. August 1914 zum Leutnant zur See befördert. Bis zum 4. Juni 1915 folgte dann eine Kommandierung zu einem Waffenlehrgang sowie seine Versetzung zur II. Torpedobootsflottille, wo er als Wachoffizier auf dem Torpedoboot G 104 diente und am 26. April 1917 zum Oberleutnant zur See befördert wurde. Im Verlauf des Krieges erhielt Michels das Eiserne Kreuz II. und I. Klasse.
Nach Kriegsende wurde Michels in die Reichsmarine übernommen und vom 1. August 1919 bis zur Außerdienststellung des Kleinen Kreuzers Regensburg als Wachoffizier auf dem Schiff eingesetzt. Anschließend erfolgte seine Versetzung zur Schiffsstammbesatzung des Kleinen Kreuzers Medusa sowie seine Verwendung als Wachoffizier vom 17. Juli bis 21. August 1920. Dann versetzte man Michels zur 6. Halbflottille als Kommandant des Minensuchbootes M 29. Am 1. November 1921 erfolgte seine Beförderung zum Kapitänleutnant. Am 10. November 1921 wechselte er als Kommandant auf das Minensuchboot M 157 bei der 5. Halbflottille. Vom 30. September 1922 bis zum 2. März 1925 war er bei der I. Flottille zunächst Kommandant des Torpedobootes T 146 und später Kommandant von T 139. Anschließend kam er als Referent zum Sperrversuchskommando in Kiel. Am 4. Oktober 1928 versetzte man Michels als Lehrer an die Marineschule Mürwik, wo er bis zum 29. September 1929 verblieb. Kurz vor seiner Beförderung zum Korvettenkapitän am 1. Oktober 1929 kam Michels als Navigationsoffizier auf das Linienschiff Schleswig-Holstein. Vom 1. April bis zum 9. Juli 1931 war er Erster Offizier auf dem Leichten Kreuzer Karlsruhe. Darauf erfolgte die Ernennung zum Kommandeur der I. Abteilung der Schiffsstammdivision der Ostsee. Vom 26. September 1932 bis zum 29. März 1933 war er Kommandeur der Sperr-Abteilung. Vom 30. März 1933 bis 3. Oktober 1934 diente er ein weiteres Mal auf dem Linienschiff Schleswig-Holstein, dieses Mal als Erster Offizier. Anschließend wurde er in die Abwehrabteilung des Wehrmachtamtes (WA) unter Kapitän zur See Wilhelm Canaris versetzt. Während seiner dortigen Dienstzeit beförderte man ihn am 1. April 1935 zum Fregattenkapitän und am 1. Oktober 1936 zum Kapitän zur See. Am 3. Oktober 1936 wurde Michels zum Chef des Stabes der Inspektion der Sperrwaffen ernannt.
In dieser Dienststellung blieb er bis zum 23. Februar 1943, als er zum Inspekteur dieser Dienststelle ernannt wurde. In der Zwischenzeit war er am 1. Januar 1941 zum Konteradmiral und am 1. Februar 1943 zum Vizeadmiral befördert worden. Am 28. Dezember 1943 erhielt er das Deutsche Kreuz in Silber.
Michels wurde von den Alliierten nach der Kapitulation der Wehrmacht über das Kriegsende hinaus bis zum 10. September 1945 in seiner Funktion belassen, um den Deutschen Minenräumdienst zu koordinieren. Anschließend befand er sich in britischer Kriegsgefangenschaft, aus der er am 22. Mai 1947 entlassen wurde.